# Wielersport op de Olympische Zomerspelen 2012 – Wegwedstrijd mannen
Het wegwielrennen was een onderdeel van de wielersport op de Olympische Zomerspelen 2012. De wedstrijd werd gehouden op zaterdag 28 juli 2012. De afstand van de wegwedstrijd voor mannen bedroeg 250 km.
Het was voor de vierentwintigste keer dat de wegwedstrijd voor mannen op het olympisch programma stond. In 2012 werd de wedstrijd gewonnen door Aleksandr Vinokoerov, die in een sprint sprint-à-deux Rigoberto Urán versloeg. Op de derde plaats eindigde de Noor Alexander Kristoff, die de sprint van de achtervolgende vluchtgroep won. In totaal stonden er 144 renners aan de start, waarvan er 110 werden geklasseerd. De start en finishlijn bevond zich nabij The Mall. In het parcours moest onder andere de Box Hill negen keer beklommen worden.

## Programma
Alle tijden zijn  (UTC+1)
| Datum                 | Tijd  | Ronde  |
| --------------------- | ----- | ------ |
| zaterdag 28 juli 2012 | 10:00 | Finale |

## Uitslag
| pos            | naam                   | nationaliteit    | tijd        |
| -------------- | ---------------------- | ---------------- | ----------- |
| Goud           | Aleksandr Vinokoerov   | Kazachstan       | 5.45.57     |
| Zilver         | Rigoberto Urán         | Colombia         | z.t         |
| Brons          | Alexander Kristoff     | Noorwegen        | 5.46.05     |
| 4              | Taylor Phinney         | Verenigde Staten | z.t         |
| 5              | Sergej Lagoetin        | Oezbekistan      | z.t         |
| 6              | Stuart O'Grady         | Australië        | z.t         |
| 7              | Jürgen Roelandts       | België           | z.t         |
| 8              | Grégory Rast           | Zwitserland      | z.t         |
| 9              | Luca Paolini           | Italië           | z.t         |
| 10             | Jack Bauer             | Canada           | z.t         |
| 11             | Lars Boom              | Nederland        | z.t         |
| 12             | Jakob Fuglsang         | Denemarken       | z.t         |
| 13             | Rui Costa              | Portugal         | z.t         |
| 14             | Luis León Sánchez      | Spanje           | z.t         |
| 15             | Roman Kreuziger        | Tsjechië         | z.t         |
| 16             | Sergio Henao           | Colombia         | z.t         |
| 17             | Andrij Hryvko          | Oekraïne         | z.t         |
| 18             | Alejandro Valverde     | Spanje           | z.t         |
| 19             | Philippe Gilbert       | België           | z.t         |
| 20             | Sylvain Chavanel       | Frankrijk        | z.t         |
| 21             | Janez Brajkovič        | Slovenië         | z.t         |
| 22             | Fumiyuki Beppu         | Japan            | z.t         |
| 23             | Robert Gesink          | Nederland        | z.t         |
| 24             | Aleksandr Kolobnev     | Rusland          | z.t         |
| 25             | Lars Petter Nordhaug   | Noorwegen        | z.t         |
| 26             | Jonathan Castroviejo   | Spanje           | 5.46.13     |
| 27             | André Greipel          | Duitsland        | 5.46.37     |
| 28             | Tom Boonen             | België           | z.t         |
| 29             | Mark Cavendish         | Groot-Brittannië | z.t         |
| 30             | Arnaud Démare          | Frankrijk        | z.t         |
| 31             | Francisco Ventoso      | Spanje           | z.t         |
| 32             | Murilo Fischer         | Brazilië         | z.t         |
| 33             | Tyler Farrar           | Verenigde Staten | z.t         |
| 34             | Peter Sagan            | Slowakije        | z.t         |
| 35             | Andrey Amador          | Costa Rica       | z.t         |
| 36             | Bernhard Eisel         | Oostenrijk       | z.t         |
| 37             | Wong Kam-Po            | Hongkong         | z.t         |
| 38             | Elia Viviani           | Italië           | z.t         |
| 39             | Héctor Rangel          | Mexico           | z.t         |
| 40             | Daryl Impey            | Zuid-Afrika      | z.t         |
| 41             | Radoslav Rogina        | Kroatië          | z.t         |
| 42             | Matti Breschel         | Denemarken       | z.t         |
| 43             | Asan Bazajev           | Kazachstan       | z.t         |
| 44             | José Joaquín Rojas     | Spanje           | z.t         |
| 45             | Miguel Ubeto           | Venezuela        | z.t         |
| 46             | Borut Božič            | Slovenië         | z.t         |
| 47             | Ramūnas Navardauskas   | Litouwen         | z.t         |
| 48             | Yukiya Arashiro        | Japan            | z.t         |
| 49             | Manuel Antonio Cardoso | Portugal         | z.t         |
| 50             | Rene Mandri            | Estland          | z.t         |
| 51             | Jackson Rodríguez      | Venezuela        | z.t         |
| 52             | Vladimir Isajtsjev     | Rusland          | z.t         |
| 53             | Jawhen Hoetarovitsj    | Wit-Rusland      | z.t         |
| 54             | Ivan Stević            | Servië           | z.t         |
| 55             | David McCann           | Ierland          | z.t         |
| 56             | Aleksejs Saramotins    | Letland          | z.t         |
| 57             | Nicki Sørensen         | Denemarken       | z.t         |
| 58             | Aleksandr Kolobnev     | Rusland          | z.t         |
| 59             | Gediminas Bagdonas     | Litouwen         | z.t         |
| 60             | Michał Kwiatkowski     | Polen            | z.t         |
| 61             | Danail Petrov          | Bulgarije        | z.t         |
| 62             | Adil Jelloul           | Marokko          | z.t         |
| 63             | Ryder Hesjedal         | Canada           | z.t         |
| 64             | Laurent Didier         | Luxemburg        | z.t         |
| 65             | Jussi Veikkanen        | Finland          | z.t         |
| 66             | Dmytro Kryvtsov        | Oekraïne         | z.t         |
| 67             | Arnold Alcolea         | Cuba             | z.t         |
| 68             | Kristijan Đurasek      | Kroatië          | z.t         |
| 69             | Nélson Oliveira        | Portugal         | z.t         |
| 70             | Tomás Gil              | Venezuela        | z.t         |
| 71             | Lars Bak               | Denemarken       | z.t         |
| 72             | Gonzalo Garrido        | Chili            | z.t         |
| 73             | Daniel Teklehaimanot   | Eritrea          | z.t         |
| 74             | Sebastian Langeveld    | Nederland        | z.t         |
| 75             | Jan Bárta              | Tsjechië         | z.t         |
| 76             | Gustav Larsson         | Zweden           | z.t         |
| 77             | Vegard Laengen         | Noorwegen        | z.t         |
| 78             | Branislaw Samojlaw     | Wit-Rusland      | z.t         |
| 79             | Grega Bole             | Slovenië         | z.t         |
| 80             | Cadel Evans            | Australië        | z.t         |
| 81             | Daniel Schorn          | Oostenrijk       | z.t         |
| 82             | Niki Terpstra          | Nederland        | z.t         |
| 83             | Simon Gerrans          | Australië        | z.t         |
| 84             | Maciej Bodnar          | Polen            | z.t         |
| 85             | Matthew Goss           | Australië        | z.t         |
| 86             | Tony Gallopin          | Frankrijk        | z.t         |
| 87             | Michael Schär          | Zwitserland      | z.t         |
| 88             | Timmy Duggan           | Verenigde Staten | z.t         |
| 89             | Nicolas Roche          | Ierland          | z.t         |
| 90             | Daniel Martin          | Ierland          | z.t         |
| 91             | Michael Rogers         | Australië        | z.t         |
| 92             | Greg Van Avermaet      | België           | z.t         |
| 93             | Chris Horner           | Verenigde Staten | 5.46.46     |
| 94             | Ian Stannard           | Groot-Brittannië | 5.46.47     |
| 95             | Bert Grabsch           | Duitsland        | z.t         |
| 96             | Michael Albasini       | Zwitserland      | z.t         |
| 97             | Lieuwe Westra          | Nederland        | z.t         |
| 98             | Denis Mensjov          | Rusland          | 5.46.51     |
| 99             | Sacha Modolo           | Italië           | z.t         |
| 100            | Stijn Vandenbergh      | België           | z.t         |
| 101            | Vincenzo Nibali        | Italië           | 5.46.53     |
| 102            | Marcel Sieberg         | Duitsland        | 5.47.08     |
| 103            | Bradley Wiggins        | Groot-Brittannië | 5.47.14     |
| 104            | Tejay van Garderen     | Verenigde Staten | 5.47.31     |
| 105            | John Degenkolb         | Duitsland        | 5.48.49     |
| 106            | Fabian Cancellara      | Zwitserland      | 5.51.40     |
| 107            | Marco Pinotti          | Italië           | 5.54.04     |
| 108            | David Millar           | Groot-Brittannië | 5.55.16     |
| 109            | Chris Froome           | Groot-Brittannië | 5.58.24     |
| 110            | Ioannis Tamouridis     | Griekenland      | z.t         |
| Niet gefinisht |                        |                  |             |
| -              | Maximiliano Richeze    | Argentinië       | Buiten tijd |
| -              | Byron Guama            | Ecuador          | Buiten tijd |
| -              | Mahdi Sohrabi          | India            | Buiten tijd |
| -              | Gabor Kasa             | Servië           | Buiten tijd |
| -              | Ahmet Akdilek          | Turkije          | Buiten tijd |
| -              | Gregolry Panizo        | Brazilië         | DNF         |
| -              | Edvald Boasson Hagen   | Noorwegen        | DNF         |
| -              | Azzedine Lagab         | Algerije         | DNF         |
| -              | Spas Gyurov            | Bulgarije        | DNF         |
| -              | Muhamad Othman         | Maleisië         | DNF         |
| -              | Miraç Kal              | Turkije          | DNF         |
| -              | Kemal Küçükbay         | Turkije          | DNF         |
| -              | Muradjan Halmuratov    | Oekraïne         | DNF         |
| -              | Magno Nazaret          | Brazilië         | DNF         |
| -              | Tony Martin            | Duitsland        | DNF         |
| -              | Krisztián Lovassy      | Hongarije        | DNF         |
| -              | Amir Rusli             | Maleisië         | DNF         |
| -              | Oleg Berdos            | Moldavië         | DNF         |
| -              | Michał Gołaś           | Polen            | DNF         |
| -              | Andrei Nechita         | Roemenië         | DNF         |
| -              | Vasil Kiryjenka        | Wit-Rusland      | DNF         |
| -              | Alireza Haghi          | Iran             | DNF         |
| -              | Greg Henderson         | Nieuw-Zeeland    | DNF         |
| -              | Giorgi Nadiradze       | Georgië          | DNF         |
| -              | Park Sung-Baek         | Zuid-Korea       | DNF         |
| -              | Soufiane Haddi         | Marokko          | DNF         |
| -              | Manuel Rodas           | Guatemala        | DNF         |
| -              | Dan Craven             | Namibië          | DNF         |
| -              | Mouhssine Lahsaini     | Marokko          | DNF         |
| -              | Omar Hasanin           | Syrië            | DNF         |
| -              | Jorge Soto             | Uruguay          | DNF         |
| -              | Fabio Duarte           | Colombia         | DNF         |
| -              | Mickaël Bourgain       | Frankrijk        | DNF         |
| -              | Amir Zargari           | Iran             | DNF         |

1896: Aristidis Konstantinidis · 
1912: Rudolph Lewis · 
1920: Harry Stenqvist · 
1924: Armand Blanchonnet · 
1928: Henry Hansen · 
1932: Attilio Pavesi · 
1936: Robert Charpentier · 
1948: José Beyaert · 
1952: André Noyelle · 
1956: Ercole Baldini · 
1960: Viktor Kapitonov · 
1964: Mario Zanin · 
1968: Pierfranco Vianelli · 
1972: Hennie Kuiper · 
1976: Bernt Johansson · 
1980: Sergej Soechoroetsjenkov · 
1984: Alexi Grewal · 
1988: Olaf Ludwig · 
1992: Fabio Casartelli · 
1996: Pascal Richard · 
2000: Jan Ullrich · 
2004: Paolo Bettini · 
2008: Samuel Sánchez · 
2012: Aleksandr Vinokoerov · 
2016: Greg Van Avermaet ·
2020: Richard Carapaz ·
2024: Remco Evenepoel